# Ōseki Masunori
Ōseki Masunori est un nom japonais traditionnel ; le nom de famille (ou le nom d'école), Ōseki, précède donc le prénom (ou le nom d'artiste).
Le vicomte Ōseki Masunori (大関 増勤, 28 janvier 1849-9 août 1905) est un samouraï de la fin de l'époque d'Edo, daimyo du domaine de Kurohane dans la province de Shimotsuke. Il prend la tête de la famille en 1868, au milieu des troubles de la guerre de Boshin. Son domaine joue un rôle au cours de la bataille du château d'Utsunomiya.
Après une brève période dans les années 1870 où il étudie aux États-Unis, Masunori rentre au Japon où il est fait vicomte (shishaku, 子爵) dans le cadre du nouveau système nobiliaire de l'ère Meiji.
Il est récipiendaire de l'ordre du Trésor sacré.

## Source de la traduction
- (en) Cet article est partiellement ou en totalité issu de l’article de Wikipédia en anglais intitulé « Ōseki Masunori » (voir la liste des auteurs).